# ファイト! (漫画)
『ファイト!』は、佐々木潤子による日本の漫画作品。『オフィスユー』（創美社発行、集英社発売）に連載された。単行本は全3巻。

## あらすじ
元全日本の名コンビだった高校教師の桜田さくらとケーキ屋の奥さんの相沢愛の2人が、やり残したバレーボールへの夢を諦め切れず作った女子バレーのチーム、その名も「轟がんばり隊」。スポンサーは地元の轟商店街、メンバーは婦人警官・弁当屋の店員・弁護士・ペットシッター・クラブのママ・スーパー小学生などetc…そんな異色のチームが目指すのは最高峰のプレミアリーグ。

## 登場人物

### 轟がんばり隊
桜田 さくら(さくらだ さくら)
プレーイングマネージャー兼スパイカー、背番号7、山の上高校教師（3巻から轟高校の教師）国語科、既婚、旧姓：西澤さくら、身長168cm。
相沢 愛(あいざわ あい)
プレーイングコーチ兼セッター、背番号4、轟ケーキ店の奥さん、既婚、旧姓：坂口愛。
土橋 充(どばし みつる)
スパイカー、背番号1、婦人警官、独身。
丸山 温子(まるやま あつこ)
リベロ、背番号2、ニコニコ弁当の店員、既婚。
園村 美鈴(そのむら みすず)
センター、背番号3、轟法律事務所の弁護士、独身。
北里 ねね(きたざと ねね)
スパイカー、背番号5、轟ペットショップのペットシッター、独身(2巻で轟ペットショップの店長と結婚)
清原 十和(きよはら とわ)
センター、背番号6、クラブ轟のママ、独身。
池上 栄子(いけがみ えいこ)
セッター、背番号8、スーパー小学生。
山口 すもも(やまぐち すもも)
スパイカー、背番号10、ケニアからの帰国子女で轟高校に転入してきた。
友坂 千代(ともさか ちよ)
ブロッカー、背番号12。
桜田　幸太郎(さくらだ こうたろう)
さくらの夫。

### その他
松崎(まつざき)
轟ペットショップの店長。
丸山 友彦(まるやま ともひこ)
丸山温子の息子。
川村 聖子(かわむら せいこ)
v1リーグ日本警備のエースアタッカー。
浜口 晶子(はまぐち あきこ)
v1リーグ日本警備のセンター。
田村 京子(たむら きょうこ)
v1リーグ日本警備のキャプテン。
沢口 環(さわぐち たまき)
大木総合病院のキャプテン。看護師。心臓血管が炎症をおこす難病をかかえながらプレーしている。
神尾 大地(かみお だいち)
轟高校男子バレー部副キャプテン。
高橋(たかはし)
轟高校男子バレー部キャプテン。
パメラ(ぱめら)
山口すもものケニア時代の友人。